# Jan Lhota

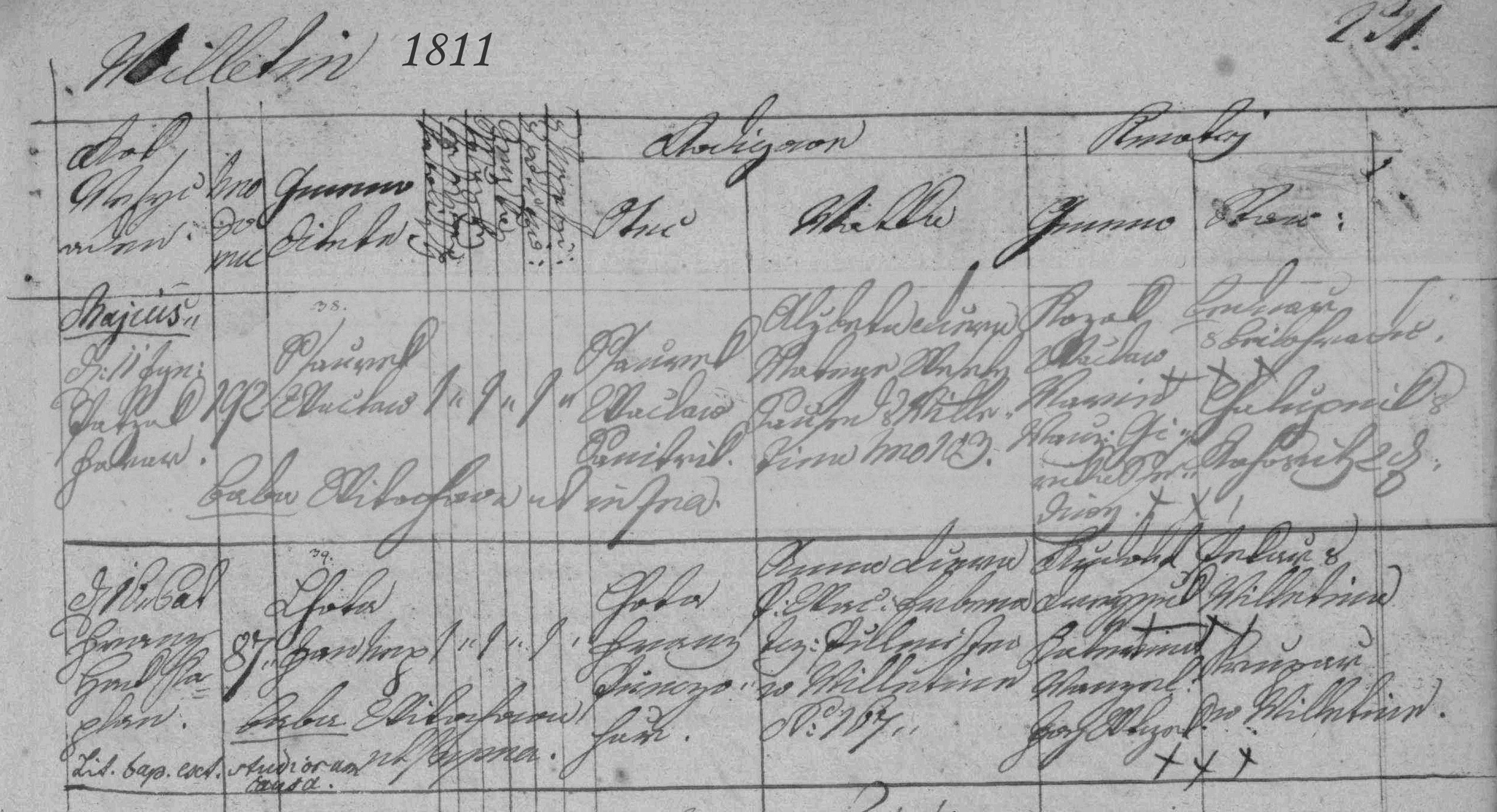
matriční zápis o narození a křtu Jana Lhoty (matrika N 1782-1849 Miletín (SOA Zámrsk))

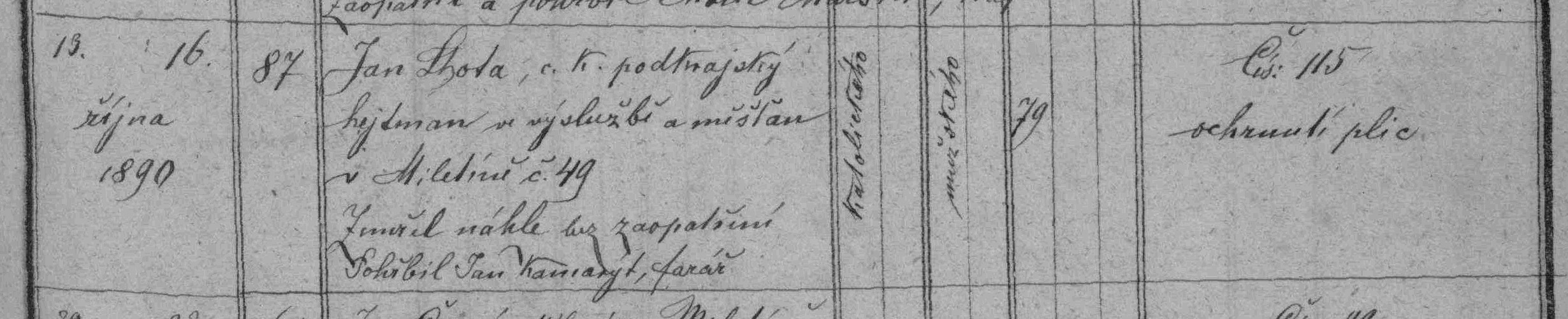
matriční zápis o úmrtí a pohřbu Jana Lhoty (matrika Z 1849-1929 Miletín (SOA Zámrsk))

Jan Nepomuk Lhota (15. nebo 16. května 1811 Miletín – 13. nebo 15. října 1890 Miletín) byl rakouský státní úředník, spisovatel a politik české národnosti z Čech, během revolučního roku 1848 poslanec Říšského sněmu.

## Biografie
Pocházel z rodiny podnikatele. Oba dědečkové zastávali úřad starosty. Jan studoval roku 1835 práva v Praze. V letech 1836–1842 působil na správní a soudní praxi v Hradci Králové. Od roku 1843 byl správním úředníkem na různých místech v Čechách. Mezi jeho známé patřila řada významných spisovatelů. Sám publikoval literární díla pod pseudonymem Květoslav Bystřický.
Roku 1849 se uvádí jako Johann Lhotta, magistrátní rada v Náchodě, též jako statkář v Hořicích.
Během revolučního roku 1848 se zapojil do veřejného dění. Ve volbách roku 1848 byl zvolen na ústavodárný Říšský sněm. Zastupoval volební obvod Hořice. Tehdy se uváděl coby magistrátní rada a statkář. Řadil se k sněmovní pravici.
Po rozpuštění parlamentu se vrátil do státní služby. V období let 1855–1863 zastával post podkrajského ve Vrchlabí, pak v Jaroměři. Do konce roku 1862 zastával úřad okresního hejtmana ve Vrchlabí, pak byl na vlastní žádost přeložen do Jaroměře. Od roku 1868 žil v Miletíně a zabýval se vlastivědným bádáním.